# ناوشکن آدمیرال وینوگرادف
ناوشکن آدمیرال وینوگرادف (به انگلیسی: Russian destroyer Admiral Vinogradov) یک کشتی است که طول آن ۵۳۴ فوت ۹ اینچ (۱۶۲٫۹۹ متر) می‌باشد. این کشتی در سال ۱۹۸۷ ساخته شد.